# Kristine Ockiek
Kristine Ockiek (Courtrai, 31 marzo 1954) è un'ex cestista belga.

## Carriera
Con il Belgio ha disputato due edizioni dei Campionati europei (1976, 1980).